# Kostel svatého Bartoloměje (Blížkovice)
Kostel svatého Bartoloměje je římskokatolický chrám v obci Blížkovice v okrese Znojmo. Je chráněn jako kulturní památka České republiky.

## Historie
Původní kostel byl románský ze 13. století. Tehdy byl strop rovný. Na místě původního malého presbytáře byl pak postaven nynější velký gotický. V první čtvrtině 14. století bylo přistavěno kněžiště se sakristií a kostnicí, v pozdním 16. století byla zaklenuta loď. 
V lodi byla velká okna. V 18. století byla románská část kostela přestavěna na barokní, velká okna v lodi zase zmenšena a v nich postaveny boční oltáře. Byla také přistavěna věž. Vchod do kostela byl dříve za věží ze hřbitova, později byl nynější hlavní vchod probourán věží. 

## Popis
Jedná se o jednolodní chrám skládající se z odsazeného kněžiště, k němuž přiléhá sakristie s oratoří, a hranolové věže. Fasády člení vpadlé výplně, v nichž jsou prolomena okna s půlkruhovým záklenkem. K jižní zdi lodi se přimyká kaple, v ose západního průčelí předstupuje hranolová věž. Hladké fasády kněžiště jsou prolomeny lomenými okny s oboustranně rozevřenou špaletou. Zařízení kostela je jednotné, novogotické. Kamenná křtitelnice s drobnou dřevořezbou Kristova křtu pochází z konce 18. století.
Je farním kostelem blížkovické farnosti.